# Одоакар
Одоакар (лат.  био је један западноримски официр који је срушио Западно римско царство. Последњег западно-римског цара Ромула Августула је свргао 4. септембра 476. године. Постао је први варварски краљ Италије иако је формално признавао власт византијског цара.

## Порекло
Одоакрово порекло није сигурно. Могуће да је био син скирског поглавице Едекона, хунског вазала за време Атиле. Његово име је германско, а његова мајка би исто могла бити Германка, али њено име и племенска припадност нису познати. Јован из Антиохије је сматрао Одоакра Скиром, а Јорданес Ругијцем. Јорданес га исто сматра краљем Торцилинга (Torcilingorum rex). Consularia Italica га назива краљем Херула, док Теофан Исповедник нагађа да је био Гот.

## Пад Западног римског царства
Неформални владар Западног римског царства је био Флавије Орест, чији је син Ромул Августул био малолетан. Одбио је да додели земљу Херулима и другим германским плаћеницима, што је довело до побуне варварских плаћеника под вођством Одоакара. Брзо заузимају Равену, која је била седиште цара још од 402. године. 

## Подвргавање Византији
Након свргавања Ромула Августула, Одоакар је имао избор или да влада преко неког цара, кога би контролисао, или да влада као штићеник византијског цара. Одлучио је да формално врати царску власт византијском цару Зенону у Константинопољу. Цар Зенон га је прогласио војним заповедником (dux) Италије и уврстио га је међу патриције. Одоакар је ковао златнике у име Зенона, чиме је показивао да поштује формалну власт Византије. До 480. године Јулије Непот, кога је претходно протерао Флавије Орест, је био формално легитимни цар, а од 480. године Одоакар се назива краљем Италије.

## Рат са Остроготима
Односи између Одоакара и Византије су се погоршавали, највише због тога што се Одоакар није држао постигнутих договора. Цар Зенон позива 489. Остроготе и Теодориха Великог да му помогну, што ови и чине и након четири године рата 493. године Одоакар губи Равену. Теодорих га позива на вечеру и при томе га лично убија мачем, те преузима цело краљевство.